# Echthistatodes subobscurus
Echthistatodes subobscurus är en skalbaggsart som beskrevs av Holzschuh 1993. Echthistatodes subobscurus ingår i släktet Echthistatodes och familjen långhorningar. Inga underarter finns listade i Catalogue of Life.